# 孫崇緯
孫崇緯（?—?），江蘇省通州直隸州泰興縣人，清朝政治人物、同進士出身。
光緒九年（1883年），参加癸未科殿試，登進士三甲108名。同年五月，著以主事分部学习。